# Fitsum Teklehaimanot
Pour les articles homonymes, voir Teklehaimanot.
Fitsum Gebremariam Teklehaimanot, né le 15 février 1987 à Addis-Abeba en Éthiopie, est un footballeur international éthiopien.

## Carrière
Teklehaimanot joue son premier sous les couleurs de la sélection éthiopienne lors d'un match des qualifications de la Coupe du monde 2014 contre l'Afrique du Sud. Il entre à la soixante-sixième minute de jeu, à la place d'Alula Girma.